# 1560

## Родени
- 3 ноември – Анибале Карачи, италиански бароков художник

## Починали
- 1 януари – Жоашен дю Беле, френски поет
- 29 септември – Густав I, крал на Швеция
- 5 декември – Франсоа II, крал на Франция